# Hamataliwa puta
Hamataliwa puta là một loài nhện trong họ Oxyopidae.
Loài này thuộc chi Hamataliwa. Hamataliwa puta được Octavius Pickard-Cambridge miêu tả năm 1894.